# Buckingham (Buckinghamshire)
Buckingham [ˈbʌkɪŋəm] ist eine Stadt im Norden der englischen Grafschaft Buckinghamshire, ca. 10 km von der Grenze zu Northamptonshire entfernt. Ursprünglich war Buckingham die Hauptstadt der Grafschaft; dies ist heute jedoch Aylesbury. Die Stadt hat 14.296 Einwohner (2022).
In Buckingham befindet sich Großbritanniens erste von inzwischen fünf privaten Universitäten, die University of Buckingham.
In der Nähe liegen die Städte Aylesbury, Bicester, Brackley, Milton Keynes und Towcester.
Folgende Adelstitel sind nach der Stadt benannt: Earl of Buckingham, Duke of Buckingham, Duke of Buckingham and Normanby, Duke of Buckingham and Chandos.

## Städtepartnerschaften
Partnerstädte von Buckingham sind Mouvaux im französischen Département Nord (seit 2002) und Neukirchen-Vluyn in Nordrhein-Westfalen (seit 2012).

## Söhne und Töchter
- John Tipper (* 1944), Eisschnellläufer
- Bernard John Marsden (1951–2023), Gitarrist
- Paul Attwood (* 1969), Bobfahrer
- George Baldock (1993–2024), Fußballspieler